# Saison 2014 des Marlins de Miami
La saison 2014 des Marlins de Miami est la 22e saison en Ligue majeure de baseball pour cette franchise.
Malgré une 5e saison perdante de suite et une fiche peu impressionnante de 77 victoires et 85 défaites, les Marlins font mieux que ne le prédisaient les experts, à plus forte raison après la perte de leur jeune lanceur vedette José Fernández, dont l'opération au bras subie en mai entraîne une convalescence d'au moins un an. Miami remporte 15 matchs de plus que la saison précédente et termine 4e sur 5 clubs dans la division Est de la Ligue nationale. Le meilleur joueur de l'équipe est Giancarlo Stanton, qui mène la Ligue nationale pour les circuits, la moyenne de puissance et les coups sûrs de plus d'un but.

## Contexte
Avec 62 victoires et 100 défaites, les Marlins sont en 2013 la pire équipe de la Ligue nationale et la 2e plus mauvaise des majeures après les Astros de Houston de la Ligue américaine. Miami perd 7 matchs de plus qu'en 2012 pour la 2e pire fiche de l'histoire de la franchise après les 108 revers encaissés en 1998. Ils prennent le dernier rang de la division Est de la Ligue nationale pour une 3e saison consécutive et prolongent à 4 leur série de saisons perdantes. En revanche, le jeune lanceur droitier José Fernández des Marlins est élu recrue de l'année 2013 dans la Ligue nationale.

## Intersaison

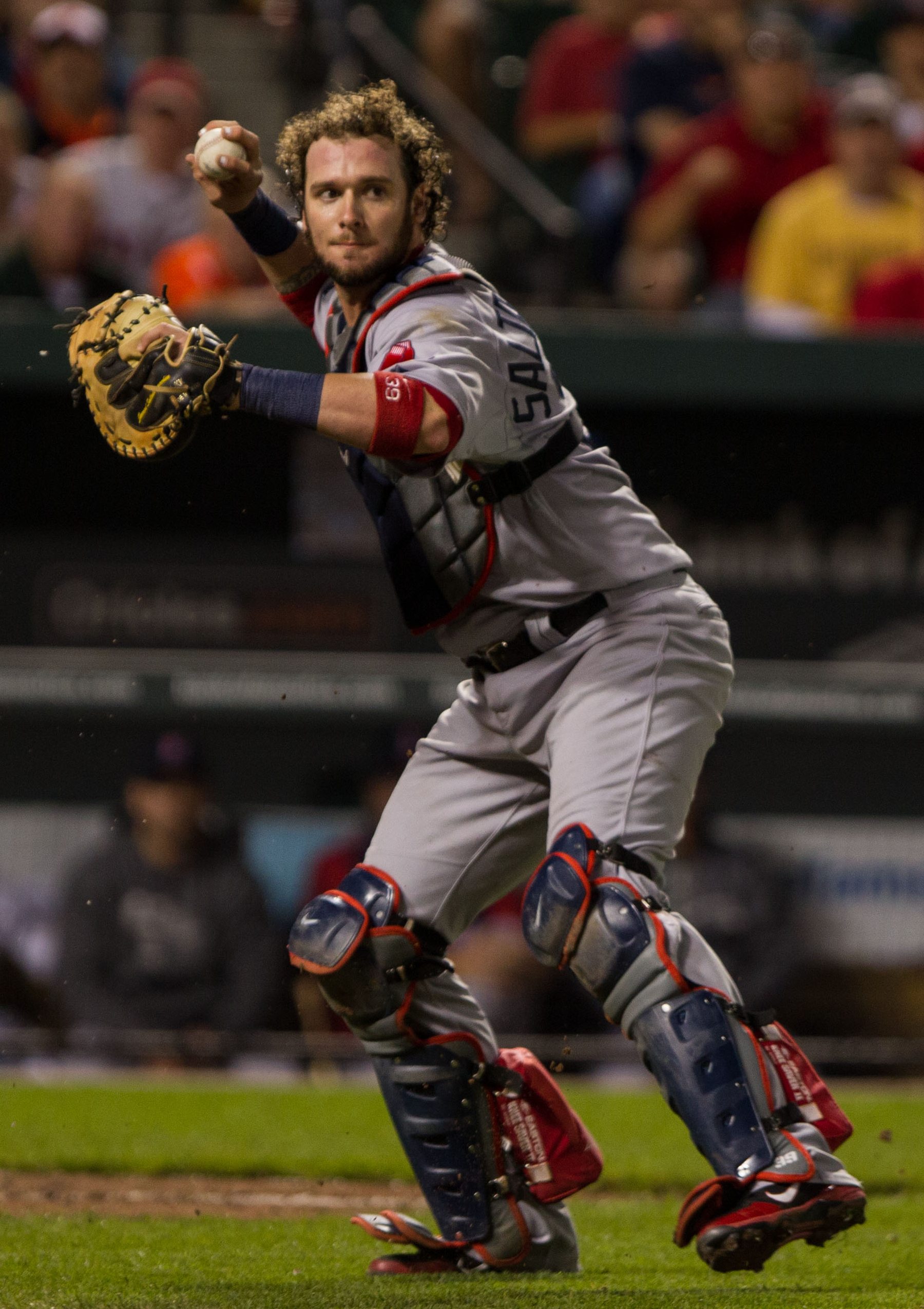
Jarrod Saltalamacchia.

Les Marlins signent quelques agents libres durant la saison morte, notamment le receveur Jarrod Saltalamacchia qui, après avoir remporté la Série mondiale 2013 avec les Red Sox de Boston, rejoint Miami sur un contrat de 3 ans. L'arrêt-court étoile Rafael Furcal, qui n'a pas joué depuis août 2012 en raison d'une blessure, signe un contrat d'une saison avec les Marlins. Le joueur de premier but Garrett Jones, qui évoluait depuis 5 saisons pour les Pirates de Pittsburgh, rejoint Miami pour 2 saisons. Le club se trouve un nouveau troisième but en la personne de Casey McGehee, qui revient dans les majeures après un an passé à jouer au Japon. Son arrivée signifie le départ du titulaire précédent de cette position, Plácido Polanco, qui n'aura joué qu'un an pour les Marlins.
Ty Wigginton, un autre joueur de premier but, accepte des Marlins un contrat des ligues mineures quelques mois après avoir été remercié par son ancienne équipe en date, les Cardinals de Saint-Louis.
Le 12 décembre 2013, les Marlins et les Cubs de Chicago s'échangent des voltigeurs : Brian Bogusevic arrive à Miami, et Justin Ruggiano quitte la Floride. Le lendemain, le lanceur droitier Carter Capps est acquis des Mariners de Seattle en retour du premier but Logan Morrison.
Le 11 février 2014, le releveur droitier Carlos Mármol signe un contrat d'un an avec Miami.
Le vétéran Juan Pierre, un voltigeur, quitte Miami après une seule saison chez les Marlins. Après un an en Floride, le lanceur de relève droitier Chad Qualls devient agent libre et rejoint les Astros de Houston. Le voltigeur Jimmy Paredes est réclamé de ces mêmes Astros au ballottage.

## Calendrier pré-saison
L'entraînement de printemps 2014 des Marlins se déroule du 26 février au 29 mars.

## Saison régulière
La saison régulière de 162 matchs des Marlins débute le 31 mars par la visite des Rockies du Colorado et se termine le 28 septembre suivant.

### Classement
| Ligue nationale (Division Est) | V  | D  | %    | Diff. | Diff. (séries) |
| ------------------------------ | -- | -- | ---- | ----- | -------------- |
| Nationals de Washington        | 96 | 66 | ,593 | -     | -              |
| Braves d'Atlanta               | 79 | 83 | ,488 | 17    | 9              |
| Mets de New York               | 79 | 83 | ,488 | 17    | 9              |
| Marlins de Miami               | 77 | 85 | ,475 | 19    | 11             |
| Phillies de Philadelphie       | 73 | 89 | ,451 | 23    | 15             |

### Mai
- 5 mai : José Fernández des Marlins est nommé meilleur lanceur d'avril 2014 dans la Ligue nationale[19].
- 9 mai : José Fernández quitte un match contre San Diego puis subit une opération de type Tommy John au coude droit dont la période de convalescence est estimée à 12 à 18 mois[3].

### Septembre
- 11 septembre : La vedette Giancarlo Stanton, des Marlins, est atteint au visage par une balle rapide lancée à 142 km/h par Mike Fiers des Brewers de Milwaukee[20]. Il est hospitalisé à Milwaukee pour des fractures au visage et de multiples lacérations[21].